# Мендонса, Алекс Сандро
Алекс Са́ндро Мендо́нса дос Са́нтос (порт.-браз. Alex Sandro Mendonça dos Santos; 4 августа 1986, Жундиаи), более известный как Сиси́ньо (порт.-браз. Cicinho) — бразильский футболист, правый защитник. Брат игрока сборной Бразилии по мини-футболу Кабреувы.

## Карьера
Сисиньо начал карьеру в клубе «Капивариано». Оттуда, в 2004 году, он перешёл в только что созданный клуб «Озвалду-Крус», начавший свои выступления в серии В1-В чемпионата штата Сан-Паулу. Год спустя защитник перешёл в «Ферровиарию» из Араракуары, где также провёл лишь один сезон. В 2007 году Сисиньо стал игроком «Итуано», проведя там лишь полгода он перешёл в «Оэсте». С этим клубом футболист занял второе место в серии А2 чемпионата Сан-Паулу. По окончании сезона защитник был арендован клубом «Санту-Андре» и в первом же сезоне помог своей команде выйти в первый дивизион чемпионата Бразилии.
13 января 2011 года Сисиньо был арендован «Палмейрасом». 20 января он дебютировал в составе команды во встрече против своего бывшего клуба, «Итуано». По ходу матча футболист был заменён и болельщики клуба тепло поприветствовали защитника, скандируя его имя. Уже через 10 дней, 30 января, Сисиньо забил свой первый гол за клуб, поразив ворота «Португезы». В июле 2011 года «Палмейрас» выкупил 50 % прав на футболиста и подписал с ним контракт до 31 июля 2015 года. На следующий год защитник, несмотря на то, что потерял место в стартовом составе, помог своей команде выиграть Кубок Бразилии. Этот титул стал первым для «Палмейраса» за 12 лет.
30 июня 2012 года Сисиньо перешёл в испанскую «Севилью», подписав контракт до 2016 года. Сумма трансфера составила 2 млн евро. 23 октября он забил свой первый гол в Испании, поразив ворота «Мальорки» и принеся победу своей команде со счётом 3:2.
28 января 2015 года Сисиньо отправился в аренду на полгода в «Нумансию». В июне 2015 года «Севилья» разорвала контракт с Сисиньо.

## Достижения
- Обладатель Кубка Бразилии: 2012